# Елебеков, Жусупбек
Жусупбе́к Елебе́ков (каз. Жүсіпбек Елебеков; 28 августа 1904, с. Егиндыбулак, Российская империя, ныне Каркаралинский район, Карагандинская область, Казахстан — 12 августа 1977, Алма-Ата, Казахская ССР, ныне Казахстан) — казахский певец (тенор). Народный артист Казахской ССР (1942). Лауреат Государственной премии Казахской ССР (1968).

## Биография
Происходит из подрода кошим рода каракесек племени аргын. Елебеков — исполнитель казахских народных песен под домбру. Репертуар Жусупбека Елебекова включал в себя все известные и яркие песни казахских народно-профессиональных авторов Сегиз-серэ, Биржан-сала, Ахана-серэ, Мади, Ибрая, Естая, Майры, Жарылгапберди. Этим песням своим исполнением он придал классически совершенную форму. Сам великий Амре Кашаубаев в свое время признавал: «Я не знаю современного певца, который так великолепно исполнял бы народные произведения, как Жусупбек!» А известный музыковед Ахмет Жубанов однажды так написал о знаменитой песне Балуана Шолака «Галия»: «Редко кто не знает этой песни. Однако не всякому певцу она под силу. Особенно хороша эта песня в исполнении Жусупбека Елебекова. Кажется, сам Шолак остался бы доволен таким исполнением».
С 1931 года выступает в Казахском театре драмы (ныне Казахский государственный академический театр драмы имени М. О. Ауэзова). А с 1933 года становится оперным певцом Казахского музыкального театра (ныне Государственный академический театр оперы и балета имени Абая). Здесь он создаёт запоминающиеся образы в театральных и оперных спектаклях: Алибек в музыкальной комедии «Айман — Шолпан», Жапал в «Енлик-Кебек», Тулеген в первой казахской опере «Кыз-Жибек» и др..
В 1935—1960 годах состоял солистом Казахской филармонии и «Казахконцерта». Много гастролировал по стране, в том числе и за рубежом (Китай, Монголия, Индия).
В 1967—1977 годах преподавал народный вокал в Казахской студии эстрадного искусства. В репертуаре преобладали национальные песни. Его учениками были народные артисты Мадениет Ешекеев, Кайрат Байбосынов, Жанибек Карменов.
Скончался 12 августа 1977 года, похоронен на Кенсайском кладбище.

## Память
- С 1994 года в Карагандинской области проводится традиционный конкурс исполнителей народных песен имени Жусупбека Елебекова[3].
- Республиканский эстрадно-цирковой колледж в Алматы на углу улиц Богенбай батыра и Валиханова носит его имя.
- Памятник Елебекову установлен возле колледжа в 2011 году.

## Награды и премии
- Государственная премия Казахской ССР (1968)
- Орден Ленина (3 января 1959) — за выдающиеся заслуги в развитии казахского искусства и литературы и в связи с декадой казахского искусства и литературы в гор. Москве
- Народный артист Казахской ССР (1942)
- Орден Трудового Красного Знамени
- Медаль «За трудовую доблесть» (05.11.1940) — «в связи с 20-летним юбилеем Казахской ССР, за достижения в развитии промышленности, сельского хозяйства, науки и искусства»

## Галерея

Республиканский эстрадно-цирковой колледж им. Ж. Елебекова.
Памятник Жусупбеку Елебекову, напротив эстрадно-циркового колледжа его имени.